# 友誼西路駅
座標: 北緯31度19分8秒 東経121度26分35秒 / 北緯31.31889度 東経121.44306度
友誼西路駅（ゆうぎせいろ-えき）は、中華人民共和国上海市宝山区に位置する上海軌道交通1号線の駅である。

## 駅構造
- 相対式ホーム2面2線の高架駅。

## 駅周辺
- 薀川路

## 歴史
- 2007年12月29日 - 開業。

## 隣の駅
上海軌道交通
■1号線
宝安公路駅 - 友誼西路駅 - 富錦路駅